# Euriphene kiki
Euriphene kiki är en fjärilsart som beskrevs av D'abrera 1980. Euriphene kiki ingår i släktet Euriphene och familjen praktfjärilar. Inga underarter finns listade i Catalogue of Life.